# 後藤ユタカ
後藤 ユタカ（ごとう ユタカ、1963年9月12日 - ）は、日本の漫画家。愛媛県松山市出身。女性。

## 人物
松山デザイン専門学校中退。1984年、『ラジオマガジン』にて「快傑女子高生」でデビュー。現在は主に4コマ誌で執筆。実話系4コマ誌『本当にあった愉快な話』では看板作家として表紙画も担当した。
血液型はO型。自身のBLOGでは、ファッションやダイエット記録なども掲載している。（後藤本人の顔掲載記事もあり）

## 作品リスト
- 原色女子高生桃色図鑑（全1巻）
- 愛をください（全1巻）
- はなまるブロンドザウルス（全1巻）
- 丸の内シンデレラ（全2巻）
- ヘルプ! 合宿免許物語（全1巻）
- 恋する天使たち（全1巻）
- プリンセス白書（全1巻）
- おしゃれなヘアスタイル・ヘアアクセサリー（全1巻）
- 学習まんが人物館/ローラ・インガルス 大草原に生きた女性作家（監修：服部奈美、シナリオ：菅谷淳夫、全1巻）
- わたしのホンネ、彼のたてまえ（全1巻）
- わたしの恥らい彼のとまどい（全1巻）
- ほほえみ結婚相談所（全1巻）
- はたらくおねえさん（全3巻）
- 愛のイトナミ（全2巻）
- 電脳奥様（全3巻）
- 投稿告白 愛のイトナミ（全1巻）